# Prešovská jatka

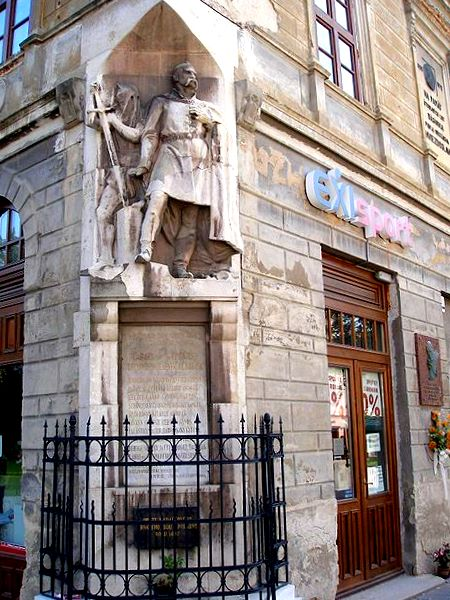
Památník vzbouřencům na nároží Evangelické koleje

Prešovská jatka (slovensky Prešovské jatky), též Prešovský krvavý soud, byla v roce 1687 poprava po mimořádném soudu, který odsoudil k smrti 24 měšťanů a zemanů z Prešova, okolí i vzdálenějších částí Uherska. Vykonstruovaná obžaloba všechny obvinila z účasti na přípravě protihabsburského spiknutí a z náboženské hereze. Vyšetřování probíhalo za krutého mučení a stejně krutým způsobem byli odsouzenci popraveni.

## Předchozí události
Povstání Imricha Thökölyho namířené proti Habsburkům podpořili mnozí občané Prešova, zejména evangelíci a kalvinisté. Lépe vyzbrojené a početnější císařské vojsko pod vedením generála Schultze však dosáhlo v roce 1684 na úpatí kopci zvaném Šibeňa hura důležité vítězství. Obránci Prešova se stáhli za městské hradby a začali je opevňovat. Vidouce beznadějnost své situace, přistoupili však na kapitulaci za podmínek, které nebyly potupné. Městu zaručily jeho dosavadní výsady, dále osobní i majetkovou nedotknutelnost měšťanů. Amnestována měla být dokonce i dosavadní nevěrnost vůči císaři a Thökölyho vojskům vzbouřenců měl být zaručen svobodný odchod z města. Po otevření bran města však císařský generál Schultz nerespektoval podmínky kapitulace a dal čelné vzbouřence pochytat.

## Soud a popravy

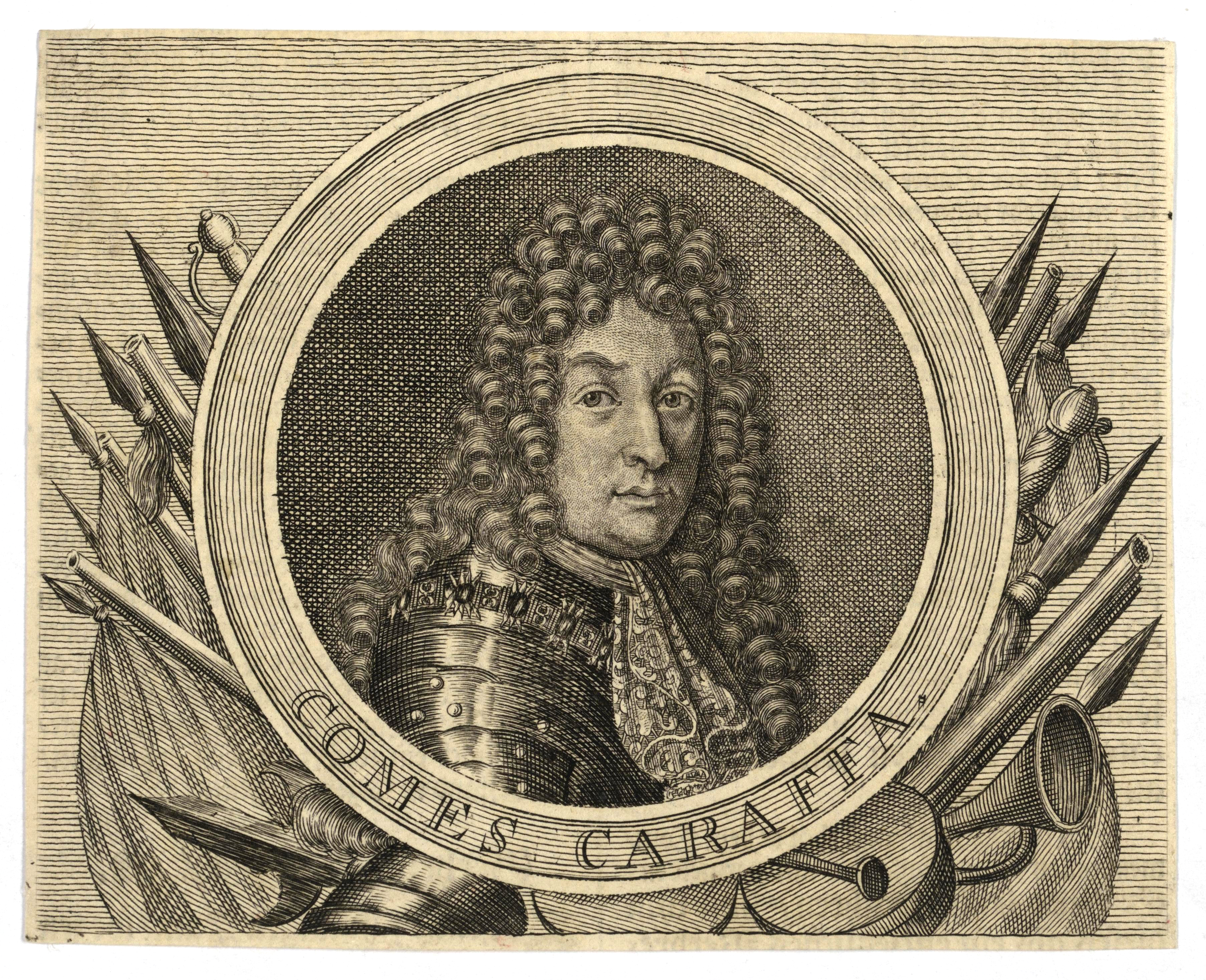
Antonio Carafa

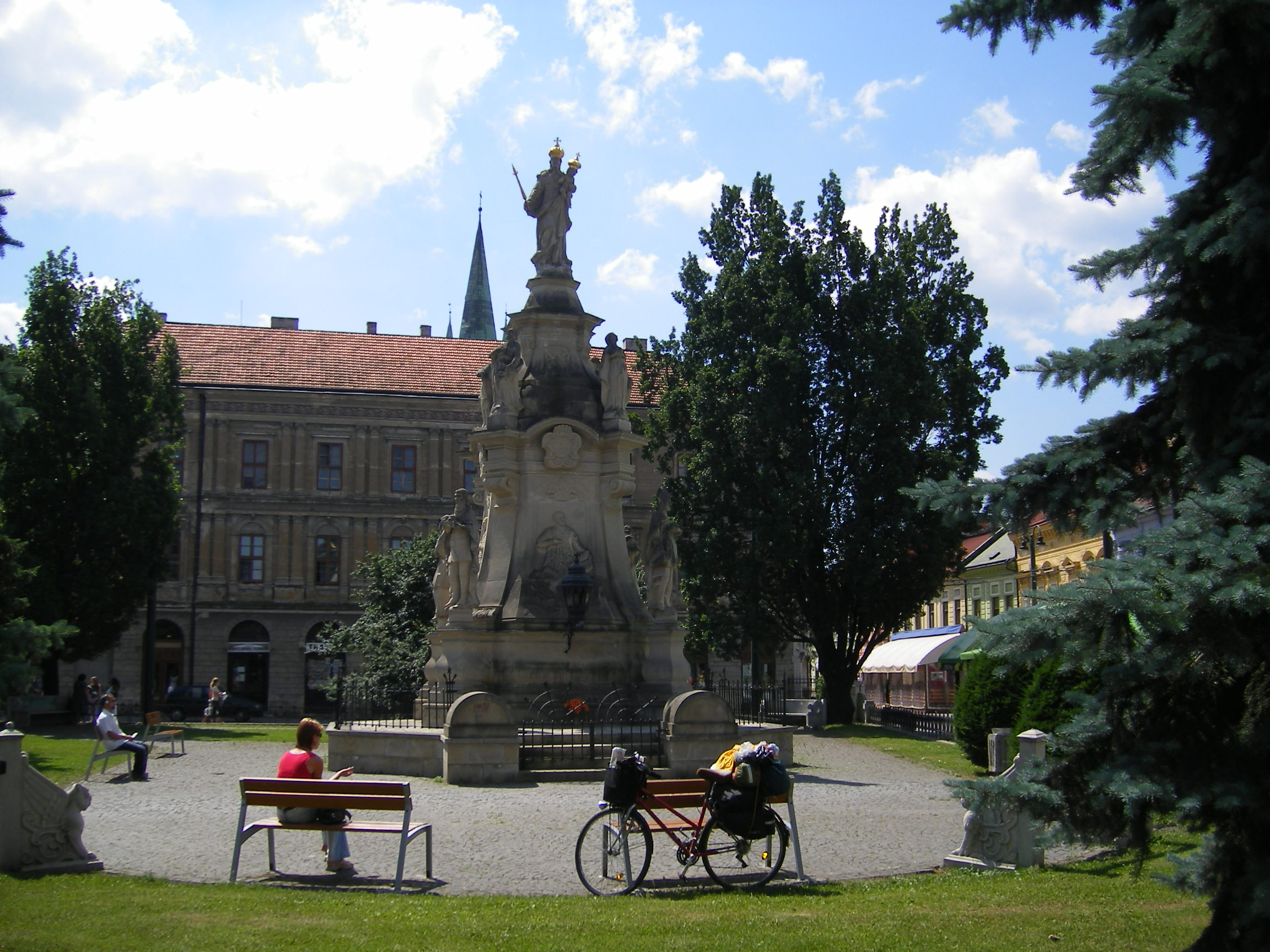
Statue se sochou Panny Marie Immaculaty, postavená na místě popraviště

Generál a polní maršálek hrabě Antonio Caraffa (1646-1694), původem z Neapole, táhl roku 1685 v čele rakouského císařského vojska do Prešova jako osvoboditel města od osmanských Turků. Krutý válečník a císařský komoří Leopolda I. dostal od císaře plnou moc k likvidaci vzbouřenců, jimiž byli přívrženci Thökölyho a nekatolíci. V lednu 1687 dal uzavřít všechny brány města, aby nikdo nemohl z města utéci. K odsouzení rebelů zřídil zvláštní tribunál ze 4 císařských vojáků a 8 uherských šlechticů, jemuž zprvu předsedal generál Arnošt Jiří z Wallisu, de facto jej však řídil Caraffa metodami španělské inkvizice.
První rozsudky byly vyneseny již 16. února. Na náměstí bylo postaveno veliké dřevěné lešení, na němž se připravilo 30 katů s dvousečnými meči. Prvním popraveným se stal Žigmund Zimmermann, prešovský šlechtic a senátor, který stál v čele prešovské evangelické koleje. Natahování na skřipec z něj dostalo přiznání, přičemž proti rozsudku smrti mu nepomohlo ani to, že se zřekl své protestantské víry, ani prosby jeho manželky a její zlaté náhrdelníky, které posílala Caraffově ženě. Některým obviněným šlechticům se podařilo smrt odvrátit za cenu vysokého výkupného.
Dalším popraveným se stal Andrej Keczer z Lipovce, pocházející ze staré zemanské rodiny, který na stavovských shromážděních bránil zájmy země vůči vídeňskému dvoru. Také jeho, podobně jako Zimmermanna, nejprve mučili na skřipci. Na popraviště ho museli přivézt na saních, protože nedokázal stát na nohou. Byl obviněn za to, že "posíláním a přijímáním dopisů od nepřítele se nejvíce provinil novým hříchem urážky Veličenstva". Na lešení mu nejprve mečem uťali ruku, kterou dopisy psal, později mu usekli hlavu a rozčtvrcené tělo pověsili na háky na městské brány čtyř hradských cest, vedoucích do Velkého Šariše, Podhradíku, Levoče a Košic.
František Baranay, zeman a senátor Prešova, byl již v minulosti 4 roky uvězněn v Košicích pro své náboženské přesvědčení. Mučen byl tzv. španělskými botami. Obviněn byl za to, že při náboženských nepokojích v Prešově pomáhal při bourání Františkánského kláštera. Kati jej sťali, poté mu rozčtvrtili tělo a rozvezli je ke čtyřem branám města, kde tato torza na háku visela stejně jako Keczerovo tělo pro výstrahu ostatním občanům města i pocestným. Popravě přihlížel dav katolíků a s potěšením se jí zúčastnila také Caraffova manželka.
Dalším popraveným byl udatností široko daleko známý Gabriel Pallasti, zeman z Krušovců od Topoľčan, který bojoval na straně Thökölyho. Po utichnutí bojů se uchýlil na svůj statek, tam ho však chytili císařští důstojníci a obvinili, že chystá proti panovníkovi vzpouru. Nato ho podrobili mučení. Nejprve mu dohola ostříhali vlasy, pak pod nehty nabili hřebíky. Provedli na něm i mučení ohněm a tzv. italský způsob mučení. Ten spočíval ve vrážení rozpálených drátů do genitálií. Mučení bylo tak hrozné, že se přiznal i k činům, které byly vzápětí vyvráceny svědky. Na popraviště ho dovezli téměř zpola upečeného. Sťali ho, hlavu narazili na kůl vedle silnice vedoucí na Spiš, nedaleko hlavy Zimmermanna, kde byly obě vystaveny, dokud nevyschly.
Ostatky popravených kati po 6 týdnech zabalili do plátna a zahrabali v zahradách na předměstí Prešova. Popravčí lešení, na kterém vypustilo duši mnoho nevinných obyvatel, ponechali stát pro výstrahu celý rok; strhli je až v listopadu 1688.

## Seznam popravených
- 5. března

1. Žigmund Zimmermann
2. František Baranyai
3. Gašpar Rauscher
4. Andrej Keczer z Lipovce

- 22. března

1. Gabriel Ketzer, syn Andreje Ketzera
2. Martin Sárossy, zeť Andreje Ketzera
3. Jur Schönleben
4. Samuel Medvetzky
5. Jur Fleischhakker

- 16. dubna

1. Dávid Feja, košický soudce

- 22. dubna

1. Andrej Székely z Velké Idy se dvěma sluhy
2. Jur Kováts
3. Ján Bertók
4. Gabriel Pallasthy
5. Jur Radvanský (zemřel při mučení, jeho tělo sťali a rozčtvrtili)

- 6. května

1. Šimon Feldmayer (spáchal sebevraždu ve vězení, jeho tělo sťali a rozčtvrtili)

- 14. května

1. Fridrich Weber
2. Jur Bezegh
3. Daniel Weber
4. Jednoduchý sedlák

- 12. září

1. Kalvínský kněz zemřel v malé Baterii, tělo bylo katem veřejně vyvezeno a pohřbeno pod šibenicí
2. N. Fazekas z Rožňavy
3. Košický řezník